# (382) Dodona
(382) Dodona est un astéroïde de la ceinture principale découvert par Auguste Charlois le 29 janvier 1894.